# Pherbellia steyskali
Pherbellia steyskali är en tvåvingeart som beskrevs av Rozkosny och Zuska 1965. Pherbellia steyskali ingår i släktet Pherbellia och familjen kärrflugor. Inga underarter finns listade i Catalogue of Life.